# Ajutthaja
Ajutthaja (též Ajuthja), v cizích jazycích psáno jako Ayutthaya, je město v Thajsku, správní středisko provincie Phra Nakhon Si Ayutthaya. Nachází se přibližně 70 km severně od Bangkoku, na soutoku řek Menam-Čao-Praja, Pa Sak a Lop Buri. V minulosti bylo hlavním městem Ajutthajského království. Na území původního města, zničeného roku 1767, se v současnosti nachází Historický park Ayutthaya, který je součástí světového kulturního dědictví UNESCO. 

## Fotogalerie

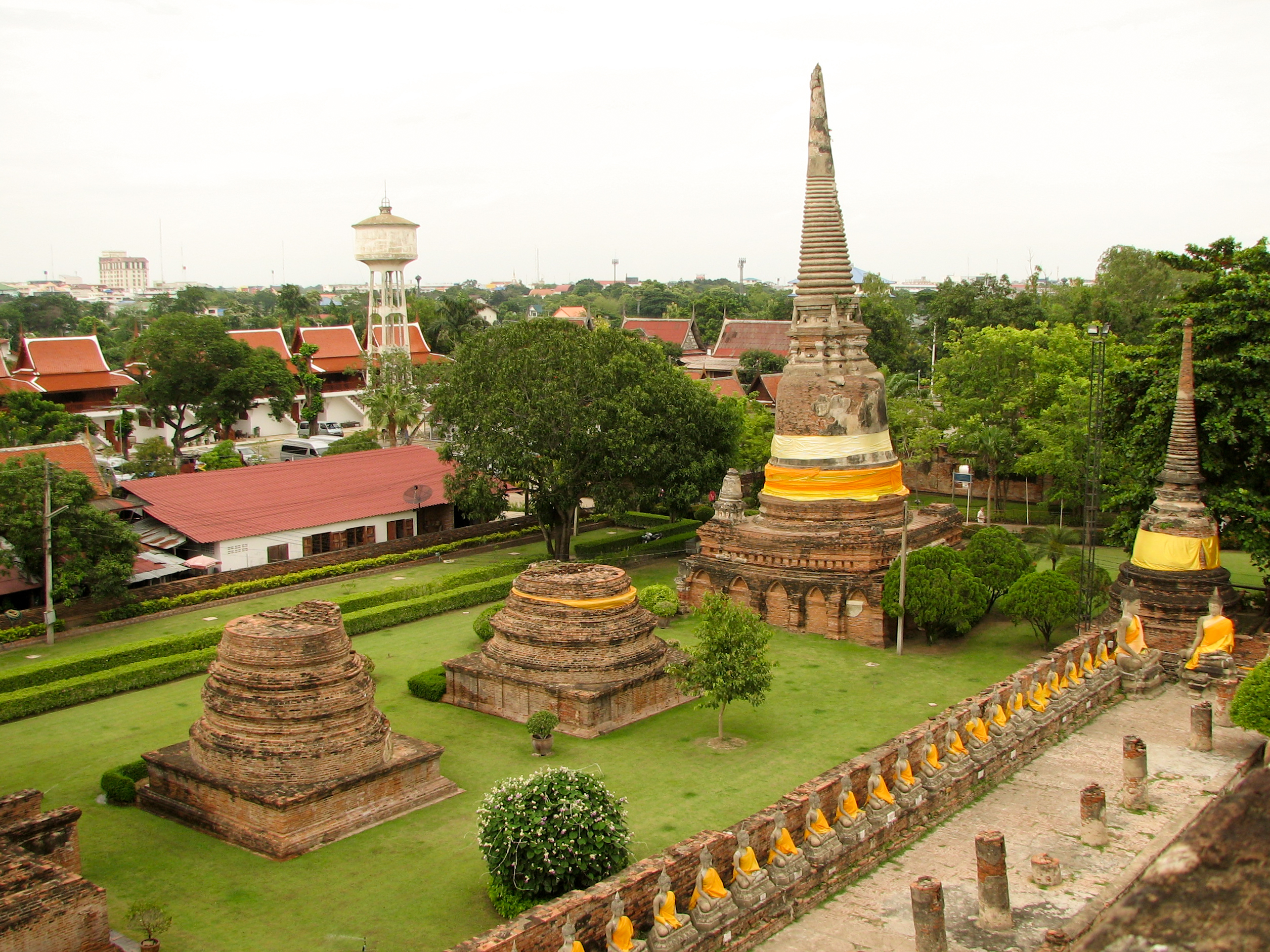
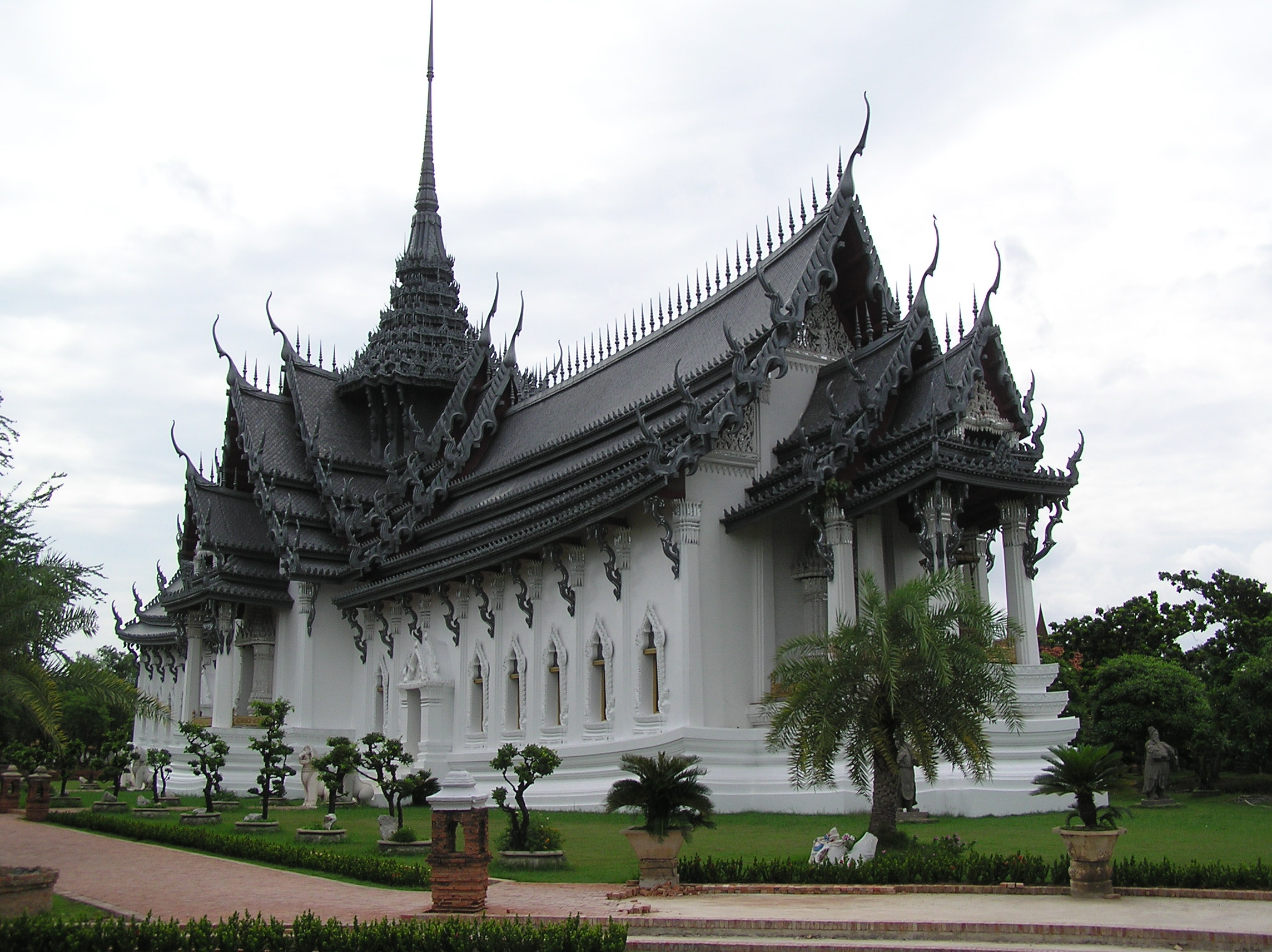
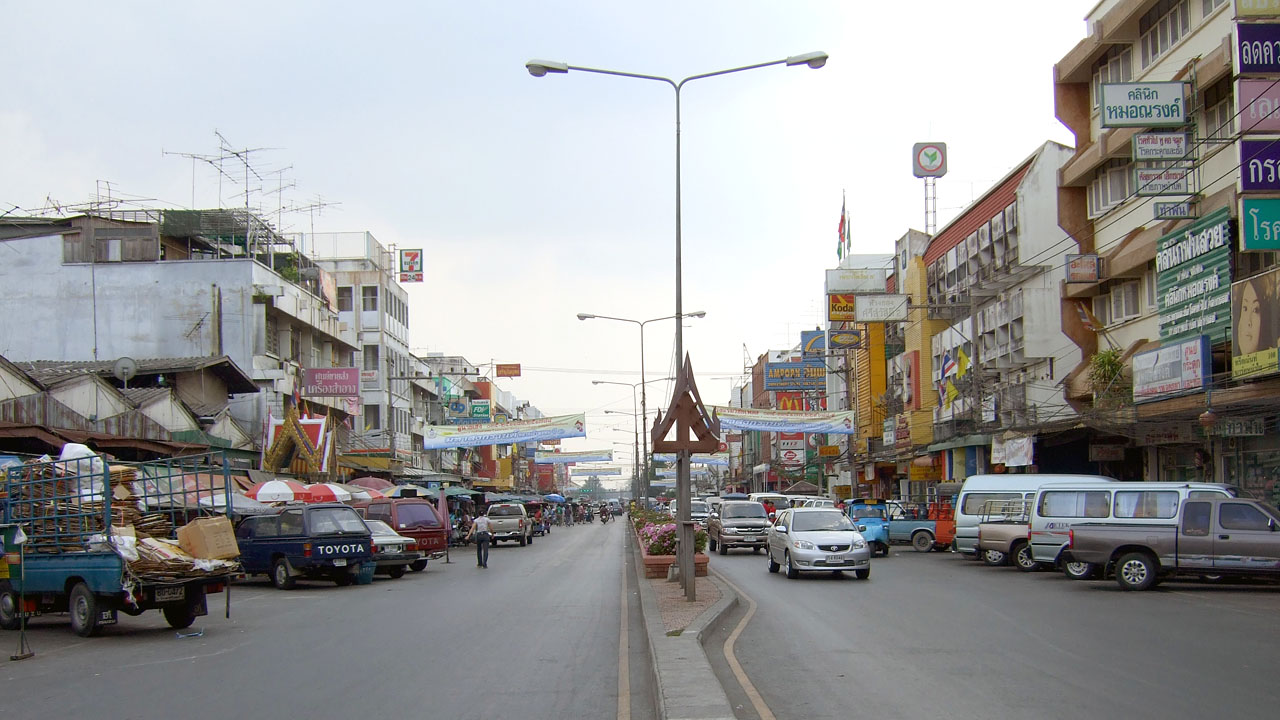
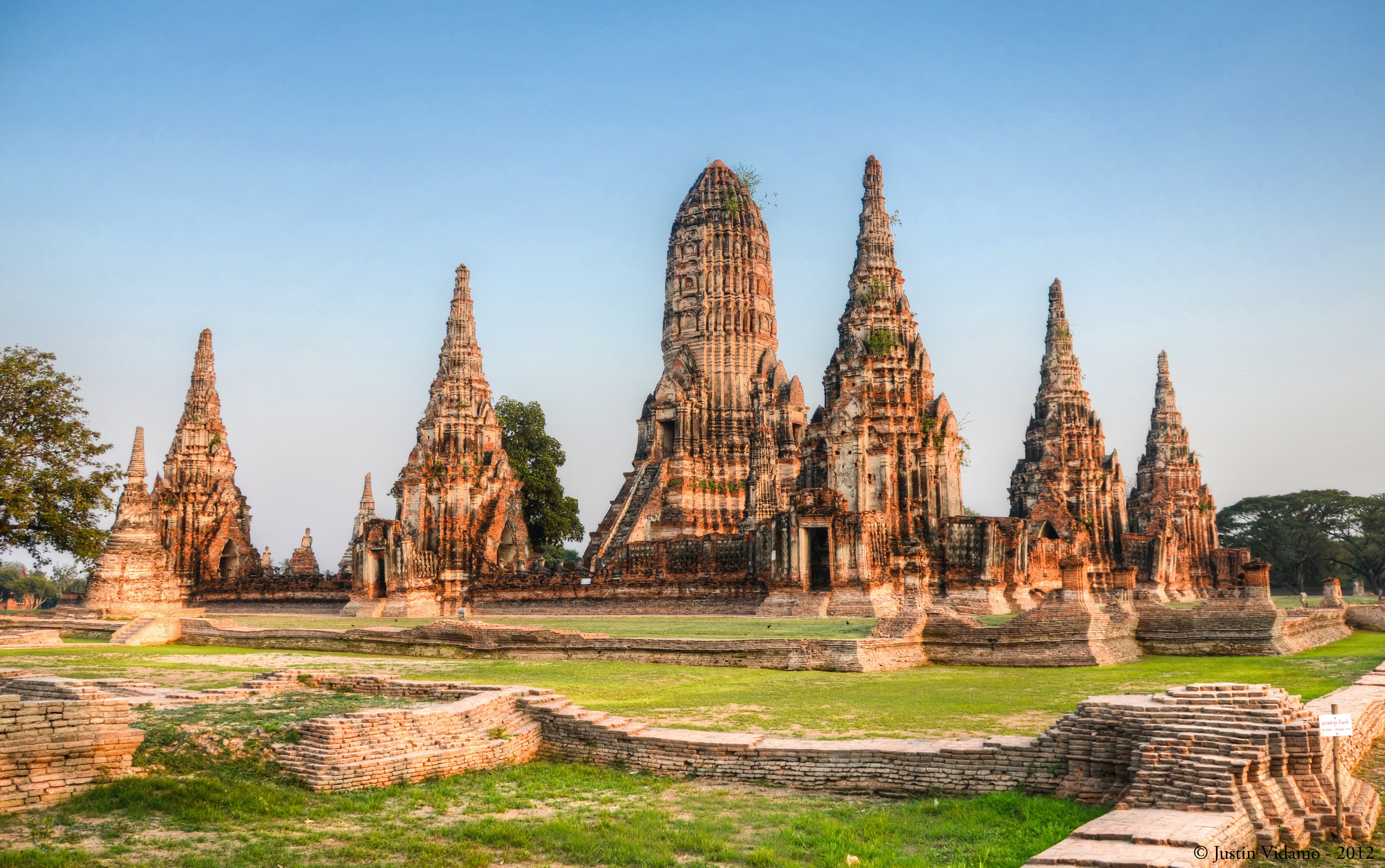